# Chortiatis
Chortiatis (řecky Χορτιάτης) je hora v Řecku, vysoká 1 201 m n. m. Nachází se v regionu Střední Makedonie 20 km jihovýchodně od Soluně a tvoří severní hranici poloostrova Chalkidiki.  
Na severním úpatí se nachází obec Pylea-Chortiatis, proslulá tragédií z roku 1944, kdy zde Němci spolu s řeckými kolaboranty zavraždili 146 civilistů. Pod horou na pobřeží Soluňského zálivu leží Letiště Soluň. Na západních svazích hory se nachází les Seich Su, známý také jako Kedrinos Lofos, který je populární rekreační oblastí. Zdejší vegetaci tvoří dub kermesový, jalovec červenoplodý, kaštanovník setý, listnatec pichlavý a žanovec měchýřník.
V antice byla hora nazývána Kissos (Κίσσος) podle legendárního krále nedalekého města Anthemus, zmíněného v Eurípidově dramatu Archeláos. V době Byzantské říše byl založen klášter Chortiatis, který dal místu nové jméno. Ve čtrnáctém století byl vybudován akvadukt, který přiváděl do Soluně vodu z pramenů na hoře Chortiatis. Turistická stezka připomíná památku nosičů, kteří dopravovali z vrcholu hory do města led. Ve výši 1 011 m se nachází útulna pro poutníky. Na vrcholu byl roku 1972 vybudován televizní a rozhlasový vysílač, který byl roku 2012 digitalizován.